# Sebastian Samuelsson
Sebastian Samuelsson (Katrineholm, 28 marzo 1997) è un biatleta svedese.

## Biografia
Ha esordito in Coppa del Mondo il 3 dicembre 2016 a Östersund (19º in una sprint) e ai Campionati mondiali a Hochfilzen 2017, dove si è classificato 76º nella sprint, 52º nell'individuale e 11º nella staffetta. Ha ottenuto la prima vittoria, nonché primo podio, in Coppa del Mondo il 7 gennaio 2018 a Oberhof (in staffetta). Ai XXIII Giochi olimpici invernali di Pyeongchang 2018, sua prima presenza olimpica, ha vinto la medaglia d'oro nella staffetta, la medaglia d'argento nell'inseguimento e si è classificato 14º nella sprint, 4º nell'individuale e 23º nella partenza in linea.
La stagione seguente ai mondiali di Östersund 2019 ha vinto la medaglia di bronzo nella staffetta singola mista e si è piazzato 29º nella sprint, 16º nell'inseguimento, 4º nell'individuale, 26º nella partenza in linea, 7º nella staffetta e 5º nella staffetta mista. L'anno dopo a Anterselva 2020 si è classificato 11º nella sprint, 19º nell'inseguimento, 10º nell'individuale, 27º nella partenza in linea, 10º nella staffetta, 11º nella staffetta mista e 4º nella staffetta singola mista. Il 5 dicembre 2020 ha conquistato la prima vittoria individuale in Coppa del Mondo, vincendo l'inseguimento di Kontiolahti. Ai successivi mondiali di Pokljuka 2021 ha vinto la medaglia d'argento nell'inseguimento e nella staffetta, quella di bronzo nella staffetta mista e nella staffetta singola mista e si è piazzato 8º nella sprint, 25º nell'individuale e 10º nella partenza in linea. Ha preso parte ai Giochi di Pechino 2022, in cui si è posizionato 5º nella sprint, 8º nell'inseguimento, 30º nell'individuale, 11º nella partenza in linea, 5º nella staffetta e 4º nella staffetta mista; ai Mondiali di Oberhof 2023 ha vinto la medaglia d'oro nella partenza in linea e tre di bronzo (inseguimento, individuale e staffetta), e si è classificato 11º nella sprint, 9º nella staffetta mista e 4º nella staffetta mista individuale, a quelli di Nové Město na Moravě 2024 ha conquistato la medaglia d'oro nella staffetta, quella di bronzo nella staffetta mista e si è piazzato 5º nella sprint, 6º nell'inseguimento, 7º nell'individuale, 23º nella partenza in linea e 4º nella staffetta mista individuale e a quelli di Lenzerheide 2025 si è classificato 24º nella sprint, 13º nell'inseguimento, 47º nell'individuale, 12º nella partenza in linea, 4º nella staffetta, 5º nella staffetta mista e 5º nella staffetta mista individuale.

## Palmarès

### Olimpiadi
- 2 medaglie:
  - 1 oro (staffetta a Pyeongchang 2018)
  - 1 argento (inseguimento a Pyeongchang 2018)

### Mondiali
- 11 medaglie:
  - 2 ori (partenza in linea a Oberhof 2023; staffetta a Nové Město na Moravě 2024)
  - 2 argenti (inseguimento[1], staffetta[1] a Pokljuka 2021)
  - 7 bronzi (staffetta singola mista[1] a Östersund 2019; staffetta mista[1], staffetta singola mista[1] a Pokljuka 2021; inseguimento, individuale, staffetta a Oberhof 2023; staffetta mista a Nové Město na Moravě 2024)

### Coppa del Mondo
- Miglior piazzamento in classifica generale: 3º nel 2022
- 39 podi (18 individuali, 21 a squadre), oltre a quelli ottenuti in sede iridata e validi anche ai fini della Coppa del Mondo:
  - 15 vittorie (6 individuali, 9 a squadre)
  - 15 secondi posti (7 individuali, 8 a squadre)
  - 9 terzi posti (5 individuali, 4 a squadre)

#### Coppa del Mondo - vittorie
| Data             | Località             | Nazione   | Specialità                                                       |
| ---------------- | -------------------- | --------- | ---------------------------------------------------------------- |
| 7 gennaio 2018   | Oberhof              | Germania  | RL (con Martin Ponsiluoma, Jesper Nelin e Fredrik Lindström)     |
| 16 dicembre 2018 | Hochfilzen           | Austria   | RL (con Peppe Femling, Martin Ponsiluoma e Torstein Stenersen)   |
| 30 novembre 2019 | Östersund            | Svezia    | SMX (con Hanna Öberg)                                            |
| 5 dicembre 2020  | Kontiolahti          | Finlandia | PU                                                               |
| 13 dicembre 2020 | Hochfilzen           | Austria   | RL (con Peppe Femling, Jesper Nelin e Martin Ponsiluoma)         |
| 14 marzo 2021    | Nové Město na Moravě | Rep. Ceca | SMX (con Linn Persson)                                           |
| 28 novembre 2021 | Östersund            | Svezia    | SP                                                               |
| 2 dicembre 2021  | Östersund            | Svezia    | SP                                                               |
| 25 novembre 2023 | Östersund            | Svezia    | SMX (con Hanna Öberg)                                            |
| 3 dicembre 2023  | Östersund            | Svezia    | PU                                                               |
| 30 novembre 2024 | Kontiolahti          | Finlandia | SMX (con Ella Halvarsson)                                        |
| 12 gennaio 2025  | Oberhof              | Germania  | MX (con Martin Ponsiluoma, Hanna Öberg ed Elvira Öberg)          |
| 8 marzo 2025     | Nové Město na Moravě | Rep. Ceca | PU                                                               |
| 16 marzo 2025    | Pokljuka             | Slovenia  | MX (con Anna-Karin Heijdenberg, Hanna Öberg e Martin Ponsiluoma) |
| 23 marzo 2025    | Oslo Holmenkollen    | Norvegia  | MS                                                               |

Legenda:

SP = sprint

PU = inseguimento

MS = partenza in linea

RL = staffetta

MX = staffetta mista

SMX = staffetta mista individuale